# Berrocal de Salvatierra
Berrocal de Salvatierra település Spanyolországban, Salamanca tartományban. Berrocal de Salvatierra Guijuelo, Frades de la Sierra, Pedrosillo de los Aires, Pizarral és Montejo községekkel határos. Lakosainak száma 70 fő (2024).

## Népesség
A település népessége az elmúlt években az alábbi módon változott:
| Lakosok száma | 129  | 122  | 100  | 97   | 95   | 84   | 85   | 84   | 79   | 70   |
|               | 2001 | 2004 | 2007 | 2009 | 2012 | 2014 | 2017 | 2019 | 2022 | 2024 |